# ولوو ۹۷۰۰
ولوو ۹۷۰۰ (انگلیسی: Volvo 9700) مجموعه‌ای از اتوبوس‌های برون‌شهری است که توسط شرکت ولوو ساخته می‌شود. این اتوبوس در سال ۲۰۰۱ به‌عنوان جایگزینی برای مدل‌های کاروس استار و وکتور/رگال معرفی شد. از این اتوبوس سه مدل با ارتفاع‌های مختلف موجود است: ۹۷۰۰اس (۳٫۴۲ متر)، ۹۷۰۰اچ (۳٫۶۱ متر) و ۹۷۰۰اچ‌دی (۳٫۷۳ متر). مدل ۹۷۰۰اس تنها در بازار کشورهای نوردیک موجود است. علاوه بر این مدل، مدل کوتاه‌تر ۹۵۰۰ و مدل ۹۹۰۰ با صندلی‌های سینمایی نیز عرضه شده‌اند. این مجموعه از اتوبوس‌ها بسته به مدل و بازار هدف، با طول‌های مختلف تا ۱۵ متر عرضه می‌شوند. ولوو ۹۷۰۰ هم‌اکنون در بیشتر بازارهای اروپا و آمریکای شمالی (شامل کانادا، ایالات متحده آمریکا و مکزیک) به‌فروش می‌رسد.